# Mutěnice (stacja kolejowa)
Mutěnice – stacja kolejowa w Mutěnicach, w kraju południowomorawskim, w Czechach. Znajduje się na wysokości 180 m n.p.m.
Jest zarządzana przez Správę železnic. Na stacji istnieje możliwość zakupu biletów i rezerwacji miejsc.

## Linie kolejowe
- 255 Hodonín - Zaječí
- 257 Kyjov - Mutěnice